# Cummer Museum of Art and Gardens
El Cummer Museum of Art and Gardens es un museo ubicado en Jacksonville, Florida. Fue fundado en 1961 después de la muerte de Ninah Cummer, que legó sus jardines y colección de arte personal al nuevo museo. El Museo Cummer se ha expandido para incluir la propiedad del cuñado de Ninah, pero todavía incluye sus diseños de jardín originales y una parte de su casa con su mobiliario histórico. El museo y los jardines atraen a 130.000 visitantes anualmente.
La colección permanente del museo incluye actualmente más de cinco mil obras de arte que datan del 2100 aC al siglo XXI. La colección del museo es especialmente fuerte en pinturas europeas y americanas y también incluye las tenencias substanciales de la porcelana de Meissen . El museo también cuenta con un centro educativo galardonado, Art Connections, que posee una serie de instalaciones educativas interactivas y sirve a estudiantes de educación privilegiada y de educación especial con sus programas.
Hay tres jardines de flores en el recinto del museo, el más antiguo data de 1903. Estos jardines han conservado su diseño original durante más de un siglo y fueron diseñados por paisajistas como los , Thomas Meehan & Sons , y Ellen Biddle Shipman . Los Jardines Cummer están en el Registro Nacional de Lugares Históricos .

## Historia

### La familia Cummer

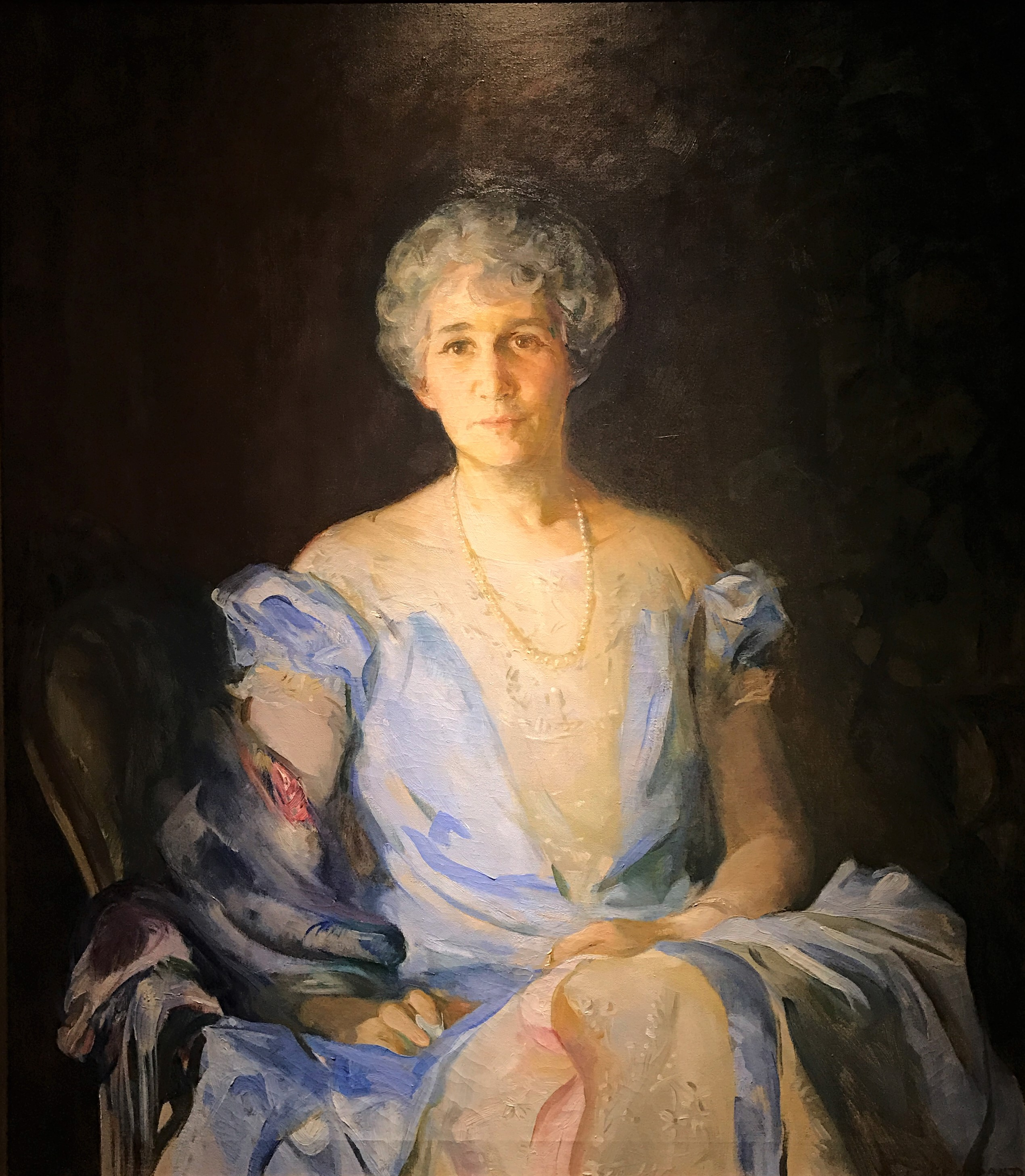
Ninah Cummer

La historia del museo de Cummer se remonta a 1902. Ese año, Arthur y Ninah Cummer construyeron su casa en Riverside Avenue. Los padres de Arthur, Wellington y Ada Cummer, vivían al lado, y el hermano de Arthur, Waldo y su cuñada Clara, vivían cerca. Wellington Cummer era un rico barón de madera de Cadillac, Míchigan, que se mudó a Jacksonville en 1896. La empresa Cummer Lumber fue, en cierto momento, el mayor terrateniente de la Florida. Wellington también construyó el ferrocarril de Jacksonville y del sudoeste .
En 1906, en su luna de miel, Ninah y Arthur Cummer compraron su primera obra de arte, una pintura titulada Along the Strand directamente del artista, Paul King. La pintura representa a dos hombres que montan los carros tirados por caballos en una playa. En 1931, Ada Cummer murió, y sus dos hijos derribaron su antigua casa y dividieron la propiedad. Ninah Cummer contrató a la arquitecta paisajista Ellen Biddle Shipman para crear el Jardín Italiano en su tierra de Arthur y ella. Clara Cummer tenía su porción combinada con su jardín existente para crear el jardín de Olmsted.
Después de la muerte de Arturo en enero de 1943, Ninah Cummer comenzó a coleccionar arte en serio. Durante los quince años antes de su muerte, Ninah amplió su colección de arte a sesenta piezas, todas las cuales todavía están en la colección del Museo hoy. En 1957, el año antes de su muerte, Ninah anunció que sus regalos "harían sólo un pequeño comienzo hacia una gran visión" y esperaba "que otros compartan esta visión y por su interés y contribuciones ayudará a establecer aquí un centro De belleza y cultura digna de la comunidad ". Ella creó la Fundación DeEtte Holden Cummer Museum, nombrada para la hija recién nacida del Cummers, para manejar su visión después de su muerte.

### Historia del Museo

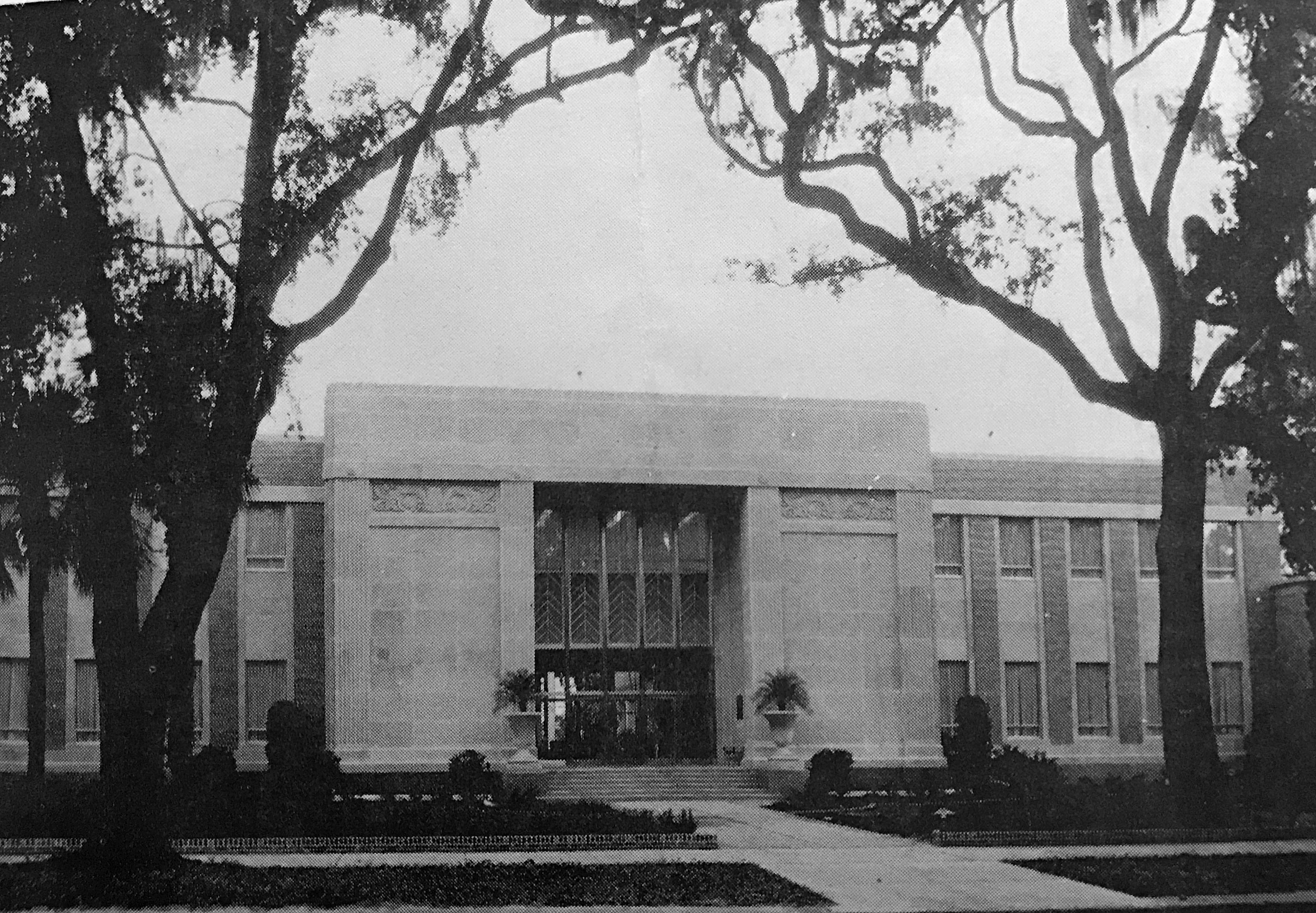
El nuevo edificio de la Galería Cummer, de un folleto de 1965.

Ninah Cummer y Clara Cummer, ambas viudas, murieron en 1958. Ninah Cummer dejó su propiedad, incluyendo sus jardines, a la Fundación Museo DeEtte Holden Cummer para un museo que alberga su colección de arte. En 1960, los hogares de los hermanos fueron demolidos para construir el museo. La propiedad de Clara y Waldo fue vendida y ahora alberga el capítulo del Noreste de Florida de la Cruz Roja Americana y el centro de educación de Cummer, Art Connections. Partes de los jardines también fueron destruidas durante esta demolición. El nuevo edificio fue diseñado por Saxelbye y Powell y construido en 1961. Presentaba una fachada de estilo art déco y un patio interior que estaba pavimentado con los azulejos de terracota del viejo techo de Cummers. Una habitación de la casa original de Cummer, conocida como la Sala Tudor, fue preservada e incorporada en el nuevo museo. El Museo Cummer de Arte y Jardines, entonces llamado The Cummer Gallery, se abrió el 11 de noviembre de 1961.
La primera apertura del museo contó con la presencia de mil invitados, entre ellos el alcalde de Jacksonville W. Haydon Burns y el gobernador de la Florida, Farris Bryant . "La gente de Jacksonville nunca ha recibido un regalo comparable en generosidad o belleza al museo ... un testamento a la herencia del pasado y que representa la fuerza y el carácter de los que eran líderes de Jacksonville en el pasado. " La colección del museo estaba expuesta, así como tres exposiciones especiales: una colección de 51 grabados de James McBey (ahora parte de la colección permanente del museo), una selección de cuadros franceses prestados de una galería de Nueva York y un Exposición de arte estadounidense en préstamo de la Academia Nacional de Diseño.
En 1971, diez años después de la inauguración del museo, el Cummer celebró la adición de una nueva ala para el arte del siglo XVII.

En 1989, el museo adquirió una antigua estela egipcia , que data de 2100 a. C., convirtiéndola en la obra de arte más antigua de la colección del museo. 

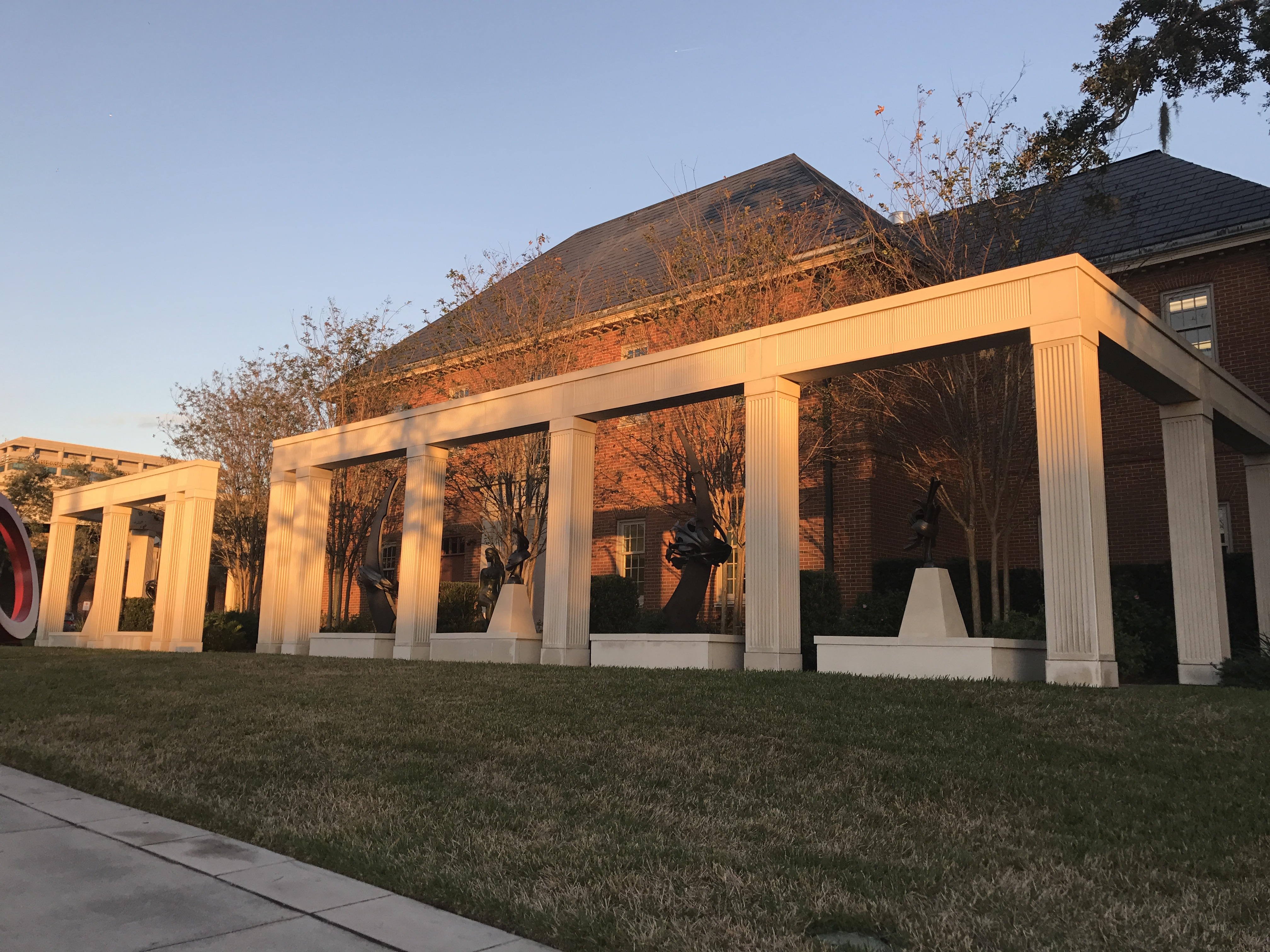
El edificio de Barnett detrás del jardín de esculturas del museo.

El museo Cummer adquirió el edificio Barnett a principios de los años 90, remodeló la primera planta en el centro educativo del museo, Art Connections y utilizó el segundo piso para oficinas administrativas. Los dos edificios fueron conectados por el Concourse de Barnett, y dos más galerías importantes fueron agregadas. Esta expansión se completó en 1992. A principios de 2002, el museo adquirió el adyacente Woman's Club de Jacksonville , un edificio residencial de estilo Tudor que serviría de espacio para programas y eventos para el museo. El museo también adquirió la galería de Jacobsen del arte americano en 2005, y la galería del albañil en 2006.
En 2010 de enero de 25 , los Jardines Cummer fueron agregados al Registro Nacional de Lugares Históricos .
En marzo de 2016, el consejo de administración del Museo Cummer de Arte y Jardines anunció que el viejo Club de Mujeres de Jacksonville, que se convertiría en un centro de programación para el museo, tendría que ser demolido debido a una infestación de termita subterránea de Formosa S, costando al museo su inversión $ 7 millones en el edificio. Había sido previamente incluido en el Registro Nacional de Lugares Históricos.

## Colección

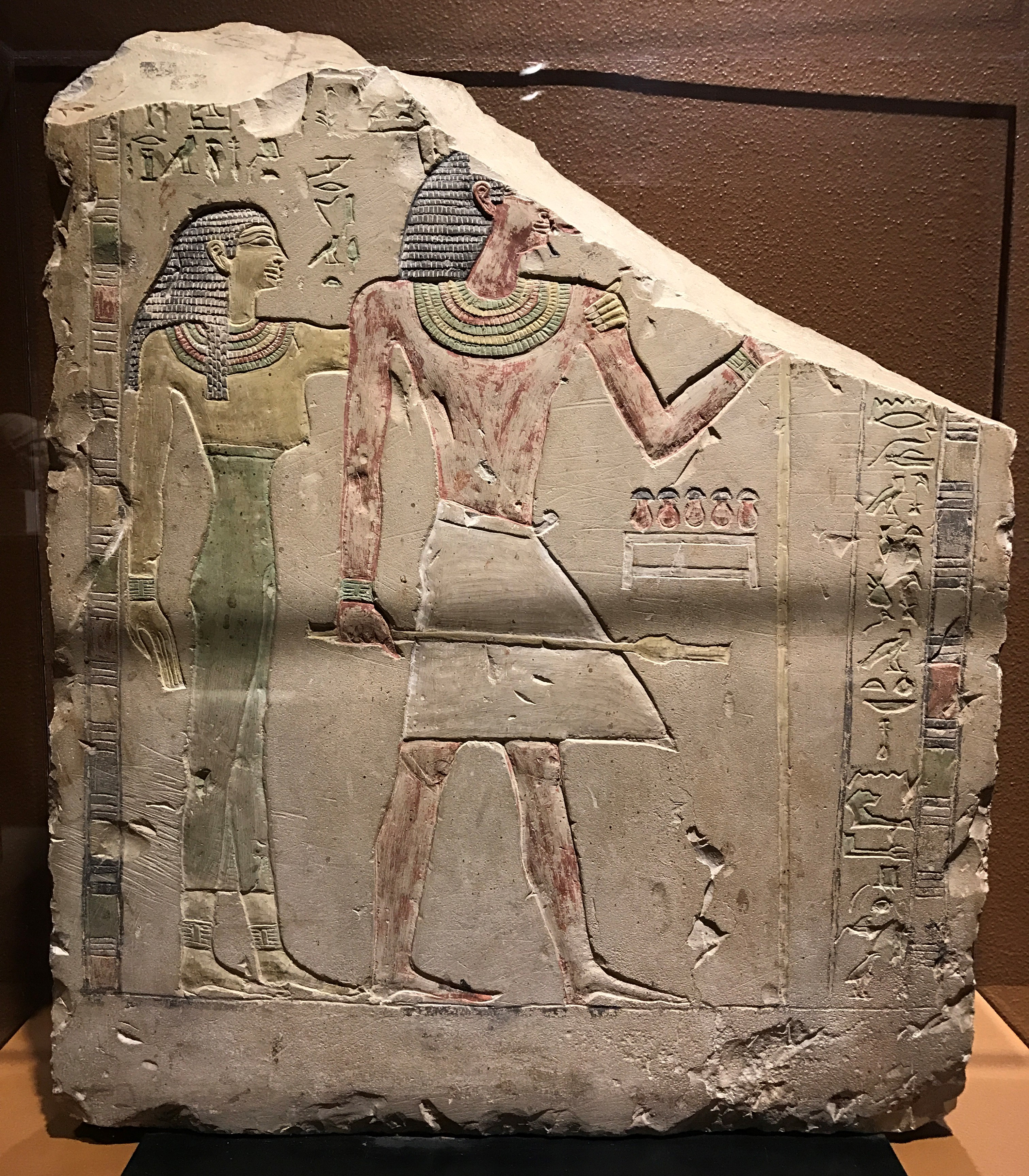
Estela de Iku y Merimat, c.1040 - 970 aC

La colección de arte del museo Cummer se ha expandido del grupo de más de 60 obras de la colección de Ninah Cummer a más de 5.000 obras de arte. La colección permanente abarca desde el año 2100 a. C. hasta el siglo XXI e incluye piezas creadas por Peter Paul Rubens , Winslow Homer , Thomas Moran, Norman Rockwell y Romare Bearden. También alberga la colección Wark de porcelana temprana Meissen. Los objetos que conforman la colección del museo fueron donados al propio museo, como la colección de Wark, o bien fueron comprados, usando el fondo de la adquisición del museo, que es sostenido con donaciones individuales o con campañas de captación de fondos.

### Colecciones especiales

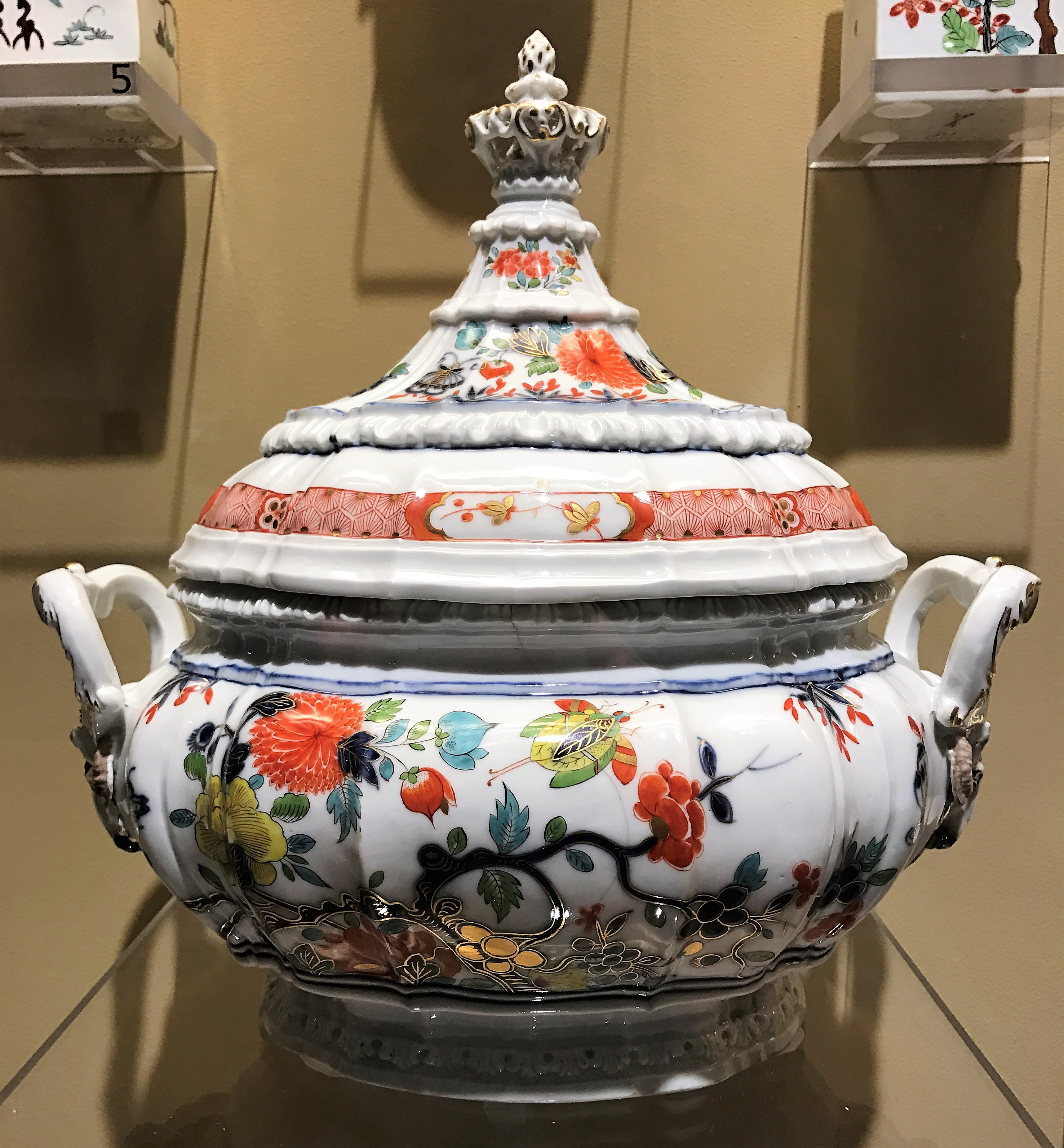
Un pedazo de la colección de la porcelana de Meissen del museo.

El Museo Cummer posee siete colecciones especiales:
- La Colección Constance I. y Ralph H. Wark de Early Meissen Porcelain - Ralph Wark comenzó a recoger la porcelana Meissen en 1922. A lo largo de los años, adquirió una colección de más de 700 piezas. Wark y su hermana Constance se mudaron a San Agustín y donaron la colección al Cummer en 1965.[7]
- La Colección Eugène Louis Charvot - Más de 200 obras producidas por Eugène Louis Charvot, un médico francés y oficial del ejército, así como un pintor.[20]
- Joseph Jeffers Dodge Collection - 230 obras del artista realista estadounidense Joseph Jeffers Dodge.[20]
- La colección de Dennis C. Hayes de impresiones japonesas - una colección de 190 impresiones japonesas s que abarcan los siglos XIX y XX.[20]
- La colección de James McBey - una de la colección más grande de trabajos de James McBey fuera de su Escocia nativa, esta colección abarca toda su carrera.[20]
- Eugene Savage Collection - Una colección de obras de Eugene Savage, miembro de la Academia Nacional de Diseño , que describe las tradiciones Seminole en la década de 1930.[20]
- Archivos de colecciones permanentes y libros raros - Una colección de materiales de archivo y libros raros que complementan las otras colecciones especiales, que incluye una parte de la biblioteca personal de Cummers.[20] Habitación Tudor

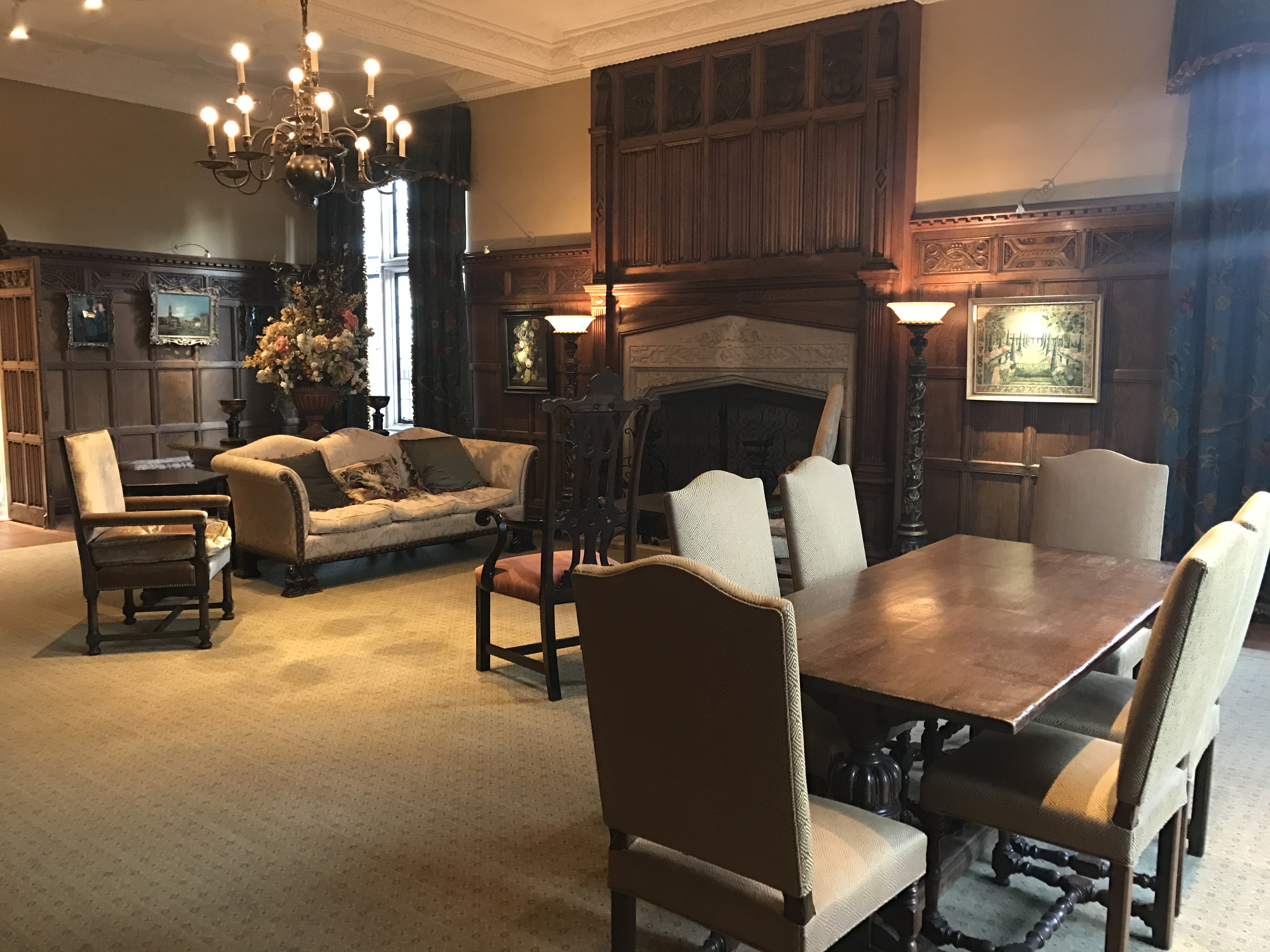
Habitación Tudor

### Habitación Tudor
Una habitación de la casa original de Cummer, conocida como la Sala Tudor, fue preservada para que "el público en general pueda disfrutar de una idea de la personalidad del dueño". Conserva todo su mobiliario histórico, incluyendo una serie de pinturas de la colección original de Cummers. También presenta retratos de Ninah y de Arthur Cummer, así como un needlepoint por Ninah que representa su jardín italiano.

### Esculturas
Una serie de esculturas que forman parte de la colección permanente se muestran en el paisaje alrededor del museo. Janet Scudder 's Running Boy está en exhibición en el patio, y la serie Entropy # 26 de Riis Burwell se encuentra por encima del Jardín Italiano. Una escultura de Mercurio de un artista desconocido se encuentra en el centro del Jardín Olmsted. Diana de la caza , por la artista estadounidense Anna Hyatt Huntington , se encuentra en el nivel superior de los jardines. Un jardín de esculturas rodea el exterior del edificio Barnett. Varias otras piezas están expuestas dentro del museo.

## Los jardines
Los jardines de Cummer son 1.45 acres de jardines históricos hechos de las plantas nativas de la Florida , de robles vivos grandes, y de un número de piscinas, de fuentes, de ornamentos y de esculturas que reflejan. Se dividen en tres jardines temáticos y un gran césped en el río St. Johns. Muchos de los árboles originales de la propiedad fueron talados para dar cabida a canteros de flores, pero los que quedaron crecieron hasta 150 pies de tamaño. Ninah Cummer adoptó el león como su motivo personal, y los detalles del león se pueden encontrar en todos los jardines.
Los primeros jardines en la propiedad Cummer fueron diseñados por Ossian Cole Simonds en 1903, justo después de que la casa contigua se completó. Thomas Meehan & Sons de Filadelfia rediseñó este jardín y creó lo que sería conocido como el Jardín Inglés en 1910. Ellen Biddle Shipman diseñó el Jardín Italiano en 1931. Secciones del jardín de Clara y de Waldo fueron diseñadas por Guillermo Lyman Phillips, socio en la firma de los hermanos de Olmstead. Los hermanos Olmsted también aconsejaron a Ninah en un diseño para un jardín de pared en 1922, pero ella eligió plantar un jardín diseñado por Guillermo Mercer de Philadelphia. Los Jardines Cummer fueron seleccionados para el Registro Nacional de Lugares Históricos porque representan la historia del diseño del paisaje americano en las primeras cuatro décadas del siglo XX.

### El Jardín inglés

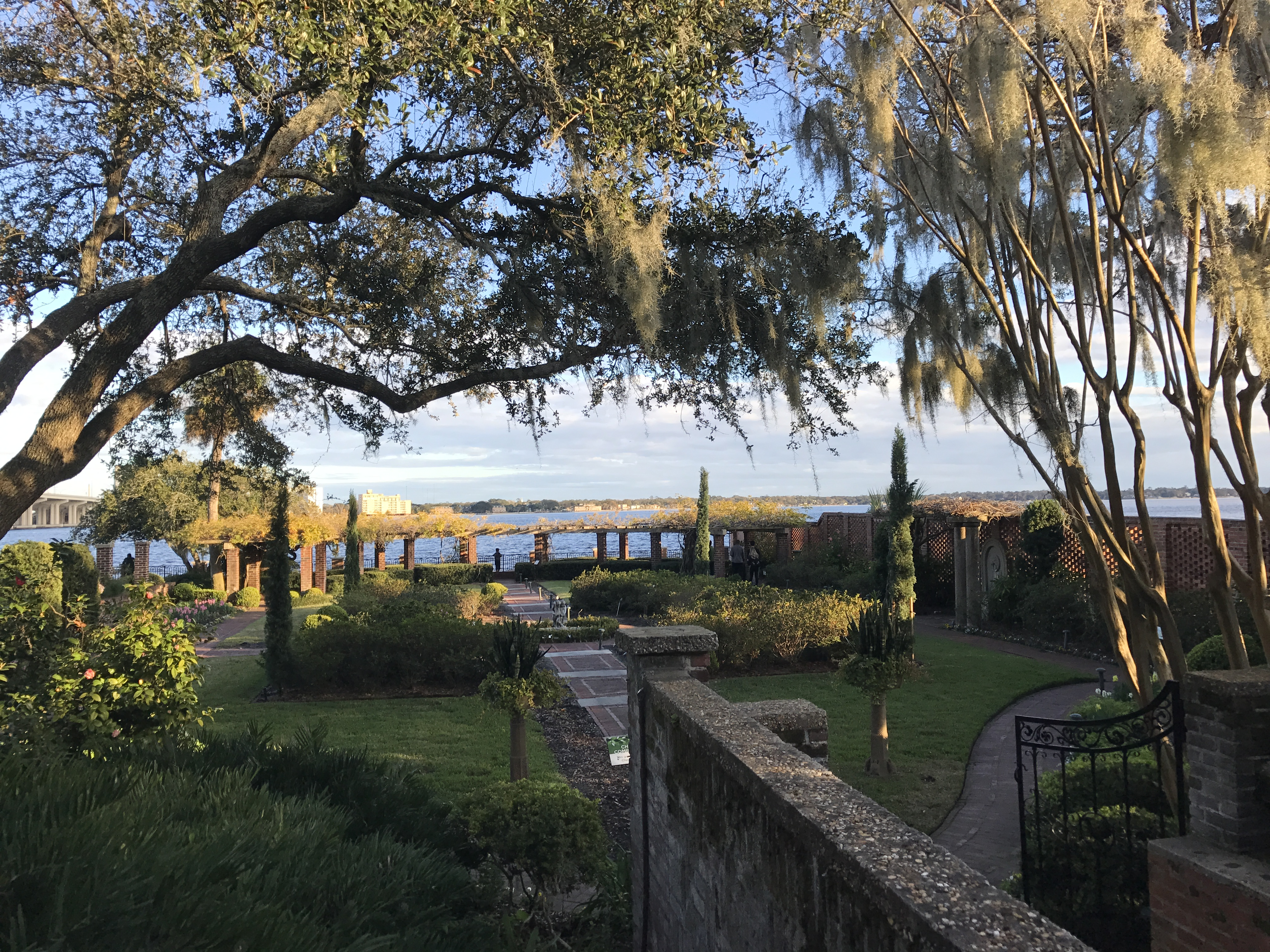
El Jardín Inglés

El Jardín inglés es un jardín rectangular con senderos de ladrillo, una pérgola que cuenta con cipreses en la cabecera del jardín, y un número de estatuas y adornos de jardín. El jardín tiene cientos de árboles nativos, arbustos y plantas perennes, especialmente las azaleas. También cuenta con un jardín de pared , que fue construido en 1922. La pieza central del jardín es un cenador de glicina grande.
Thomas Meehan & Sons de Filadelfia diseñó el Jardín inglés en 1910. Fue conocido por primera vez como el Jardín de las Glicinias. En 1925, Ninah asistió a una conferencia sobre azaleas dada por H. Harold Hume , un horticultor conocido por su trabajo con azaleas, camelias y cítricos. Esta conferencia despertó su interés por las azaleas, por lo que visitó los jardines de azaleas en Charleston, Carolina del Sur para la inspiración. Aconsejado por Hume, ella replantó mucho de su jardín inglés con ellos, renombrándolo el jardín de la azalea.

### El Jardín Italiano

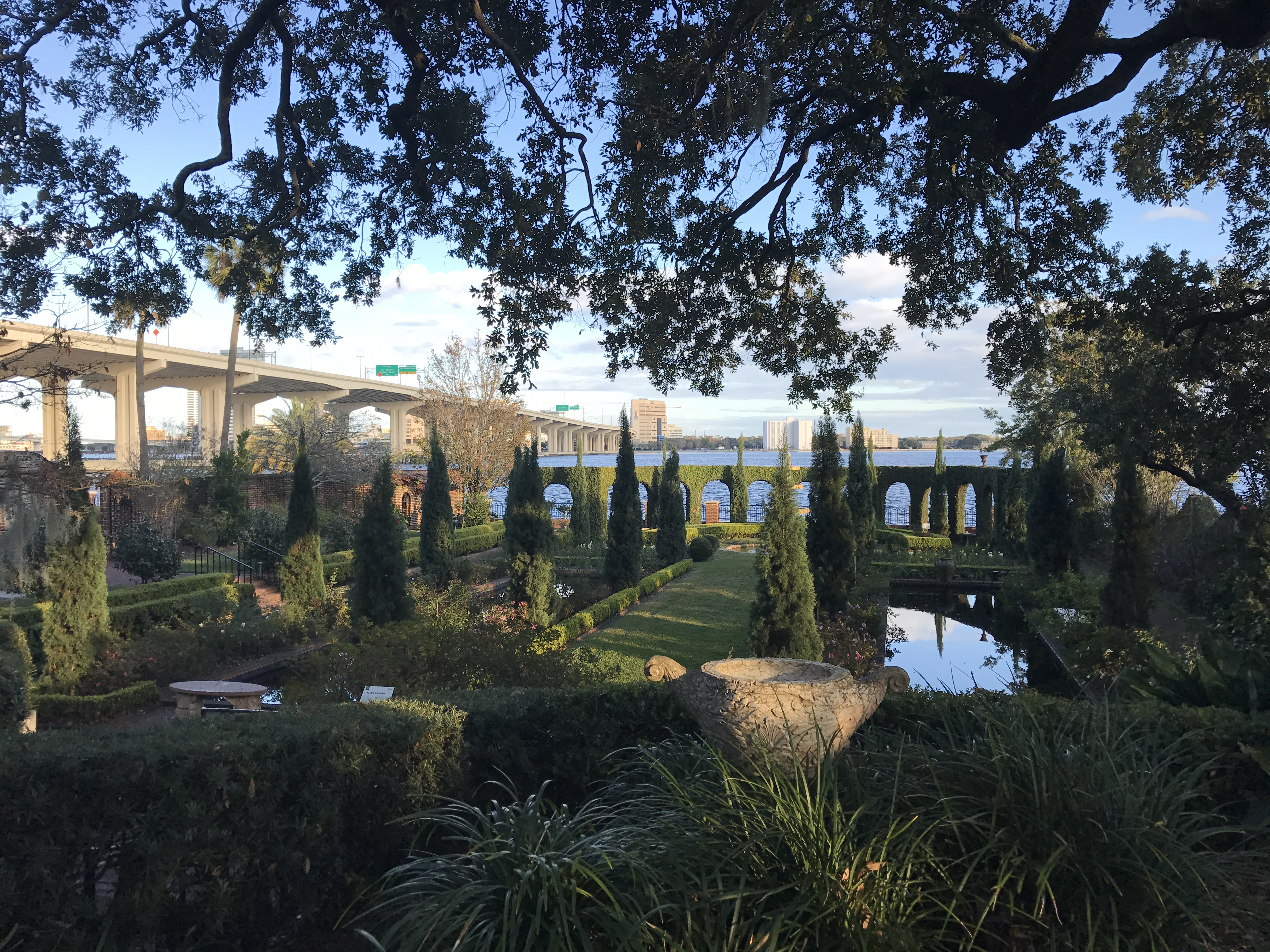
El Jardín Italiano

Ellen Biddle Shipman diseñó el Jardín Italiano en mayo de 1931. Ofrece dos filas de árboles de hoja perenne acortados entre dos piscinas reflejadas rectangulares largas. Tiene un punto focal en el extremo del jardín en la forma de una fuente de mármol rodeada por una gloriette arqueada. También hay una serie de estatuas, adornos, tinas de árboles pequeños y flores.
En 2002, la fuente focal, de agregado de Verona que se había deteriorado con el tiempo, fue reemplazada por una reproducción exacta del mármol de Botticino , esculpida por Nicola Stagetti en Pietrasanta , Italia.

### El jardín de Olmsted

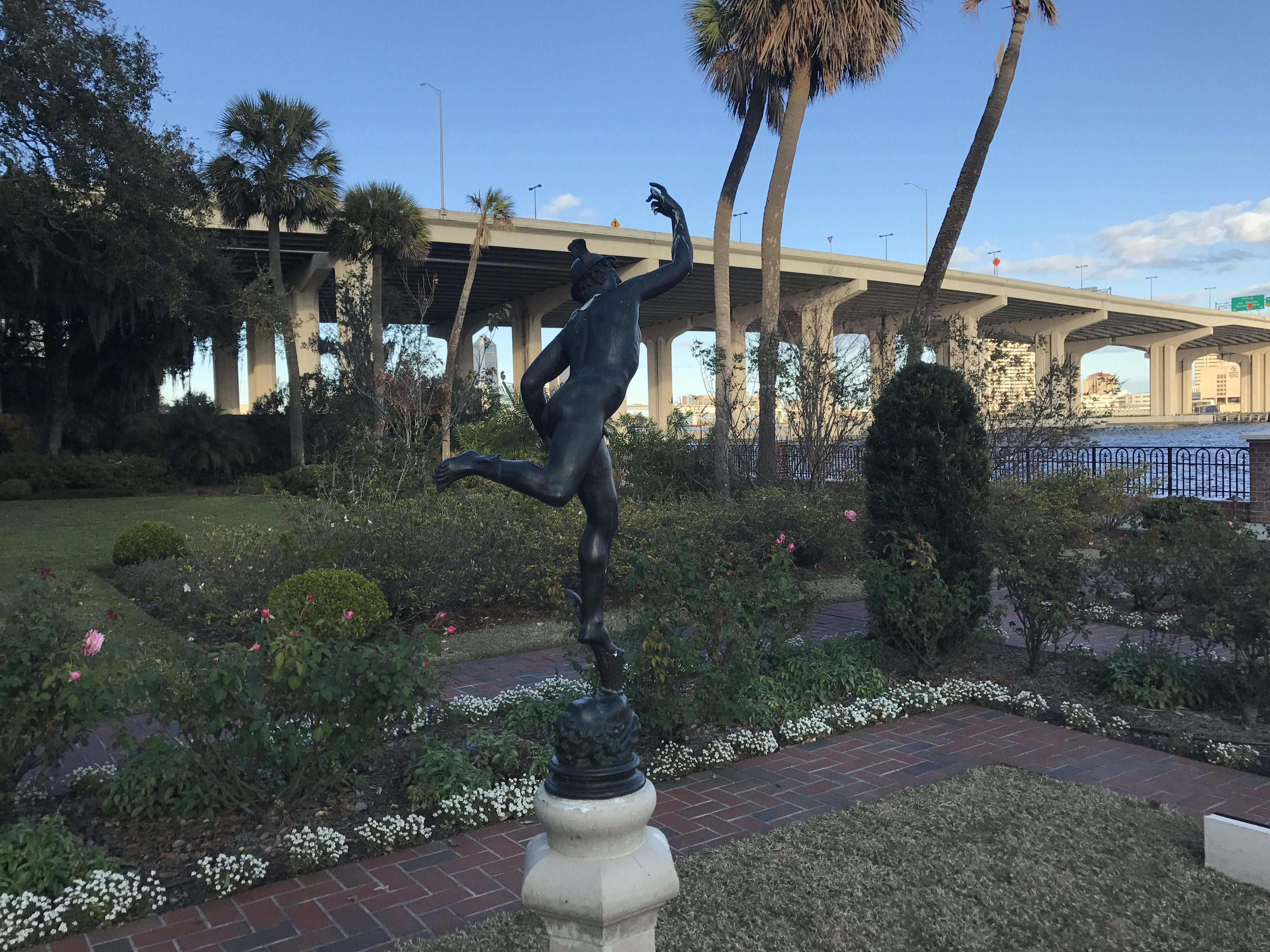
La estatua de Mercurio en el Jardín Olmsted

El Olmsted Garden fue diseñado por los , hijos de Frederick Law Olmsted , el diseñador de Central Park en la ciudad de Nueva York. Estaba ubicado detrás de la casa de Waldo y Clara. Cuenta con numerosas variedades de flores y árboles, una escalera curva, pórtico y tres salas de jardín.
Después de que la propiedad fue vendida en 1960, el jardín cayó en mal estado, pero con la compra del edificio Barnett, se hicieron planes para restaurarlo usando fotografías históricas. La restauración de la disposición original se completó en 2013. En su apogeo, la pieza central del jardín era una estatua neoclásica de bronce de Mercurio por un artista desconocido. La estatua fue regalada en los años 60, pero fue donada de nuevo al museo alrededor de 2013, para ser exhibida en el jardín restaurado.

### El roble Cummer
El roble de Cummer es un roble vivo grande, estimado para ser entre 175 y 200 años, que se coloca prominente sobre los jardines. Tiene 80 pies de alto, 138 pies de diámetro, y tiene una circunferencia de tronco de 21 pies.

## Formación

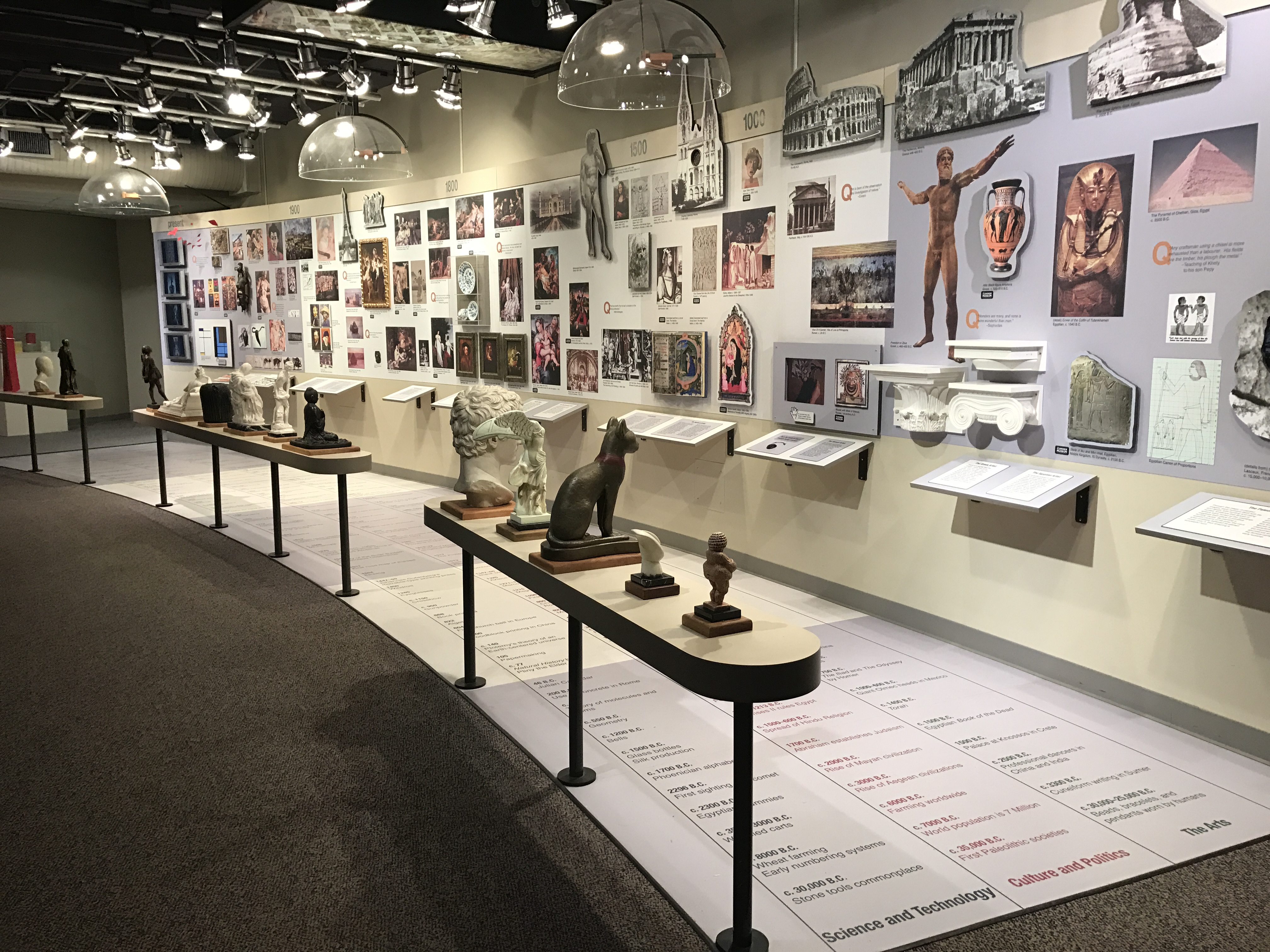
Una línea de tiempo de la historia del arte ubicada en Art Connections.

La expansión de 1992 del museo hizo espacio para un nuevo centro educativo llamado Art Connections. Art Connections ha permitido a miles de escolares locales una experiencia de educación artística a través de experiencias prácticas, clases de arte y tours especiales para estudiantes. En 1994, Art Connections recibió el Premio Nacional de Servicio de Museos del Instituto de Museos y Servicios de Bibliotecas por su destacado servicio comunitario.
Art Connections fue objeto de una renovación completa en 2004. La mayor parte del trabajo se dedicó a la instalación de nuevas actividades de alta tecnología, incluyendo un lienzo virtual alimentado por un pincel de luz láser y una sala que convierte las sombras de los bailarines en arte en la pared.
Art Connections alberga una serie de programas educativos, como Women of Vision, Junior Docents, el Festival de Artes VSA , Cummer en el Aula, y la Academia de Arte Weaver.
El Festival de Artes Muy Especiales es un festival anual para estudiantes de educación especial en el Museo Cummer que contó con más de 2.000 estudiantes y 1.000 voluntarios en 2014. Guiados por voluntarios del museo, los estudiantes participan en proyectos prácticos de arte, algunos de los cuales han pasado a ser expuestos en el museo.
La Academia de Tejera de Arte en el Museo Cummer fue creada en 2007 para los niños en edad escolar primaria desatendidos. El programa sirve a más de 3.000 estudiantes y 200 maestros en el área local. El programa, el programa educativo más grande en el museo de Cummer, proporciona los viajes del museo, la divulgación de la sala de clase, el entrenamiento para los profesores, y los pases libres para los profesores y los estudiantes. El museo está abierto todos los días de 11:00 a 16:00 horas. donde miércoles, jueves y sábado de 11:00 a 21:00 horas. excepto los lunes está cerrado.

## Galería

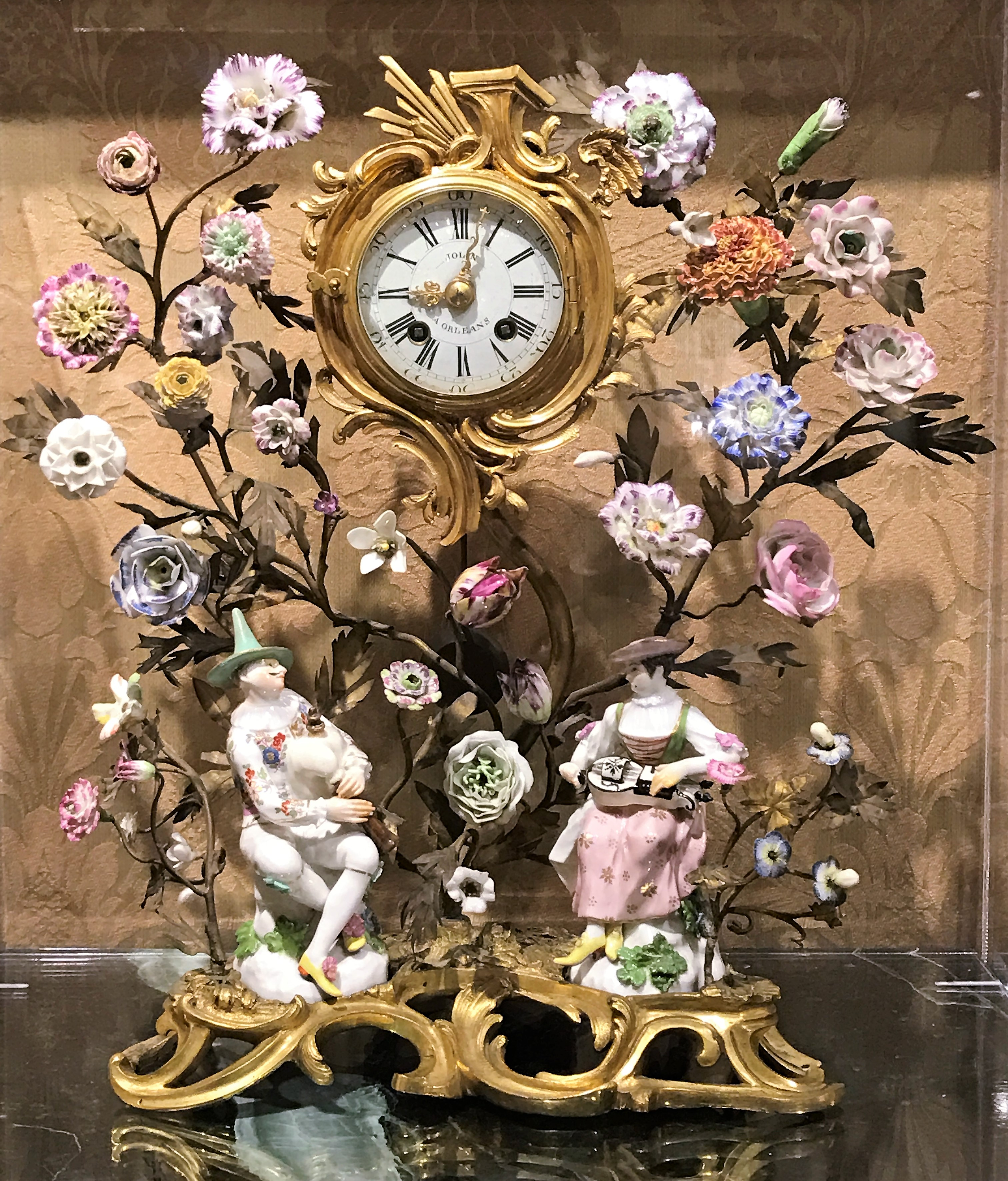
Johann Joachim Kändler, Ormolu Mantel Reloj con figuras de Meissen, c.2.92 4.14
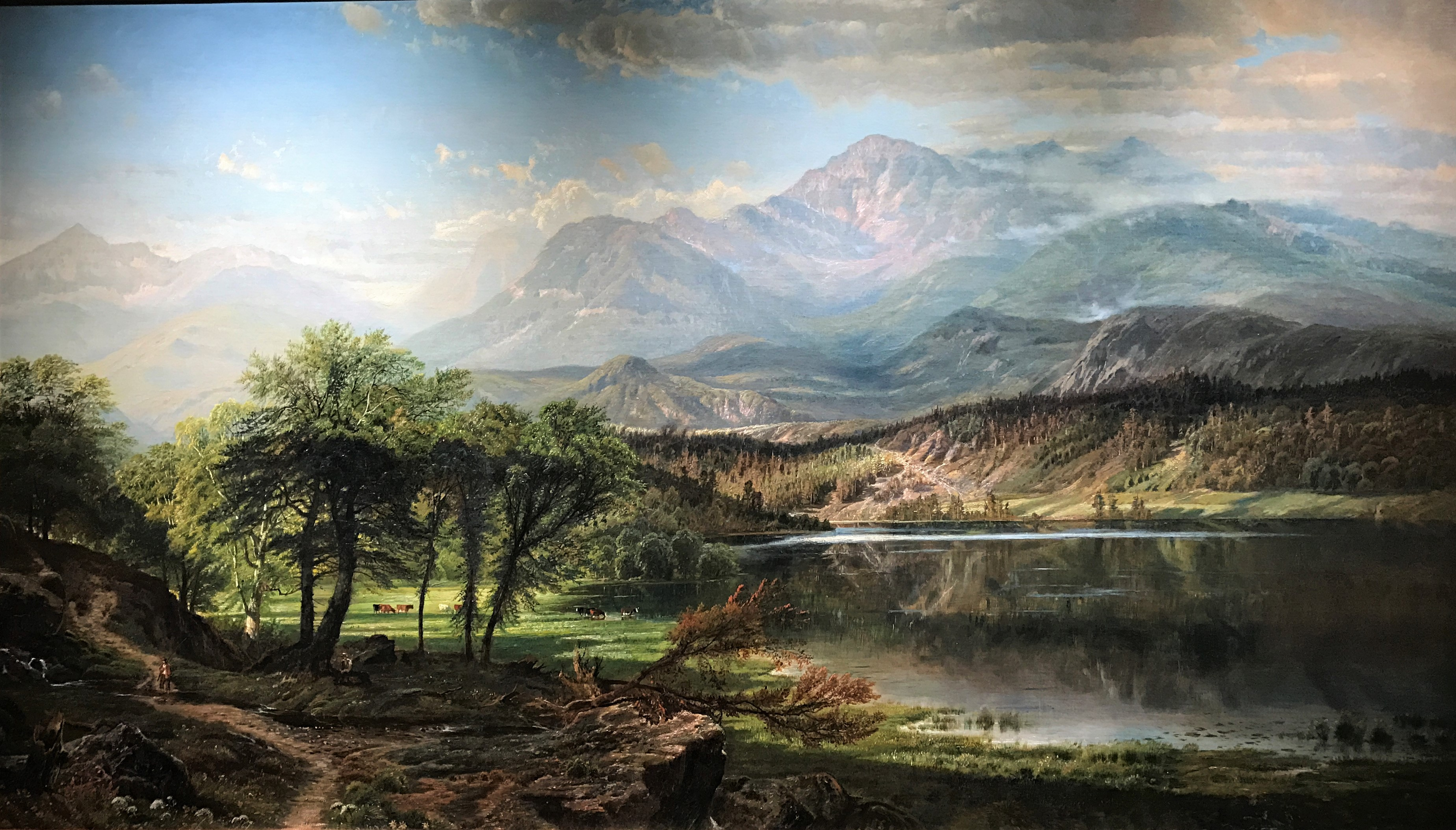
Edmund Darch Lewis, el Monte Washington, New Hampshire, c.1865
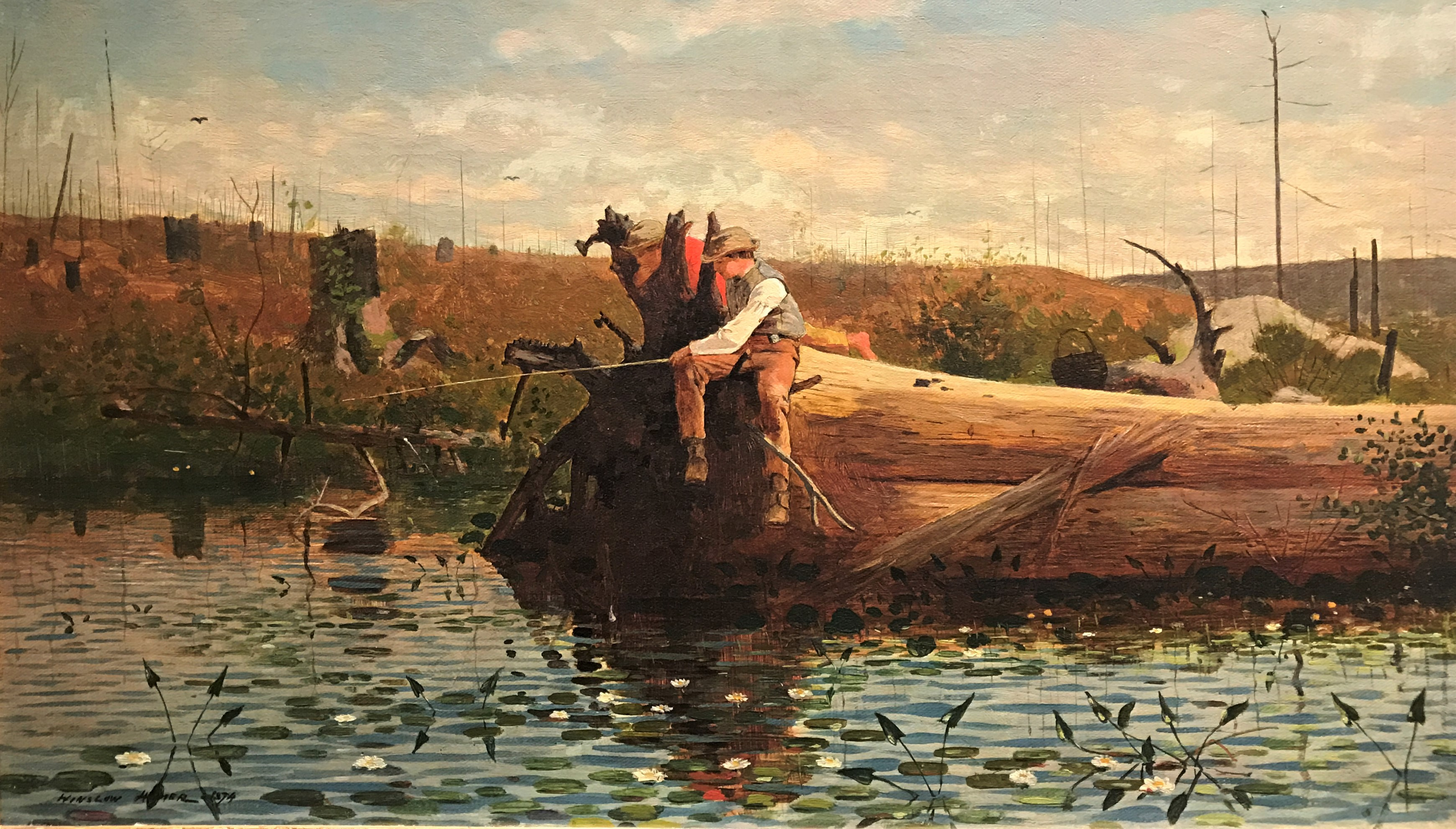
Winslow Homer, esperando una mordida, c.1874
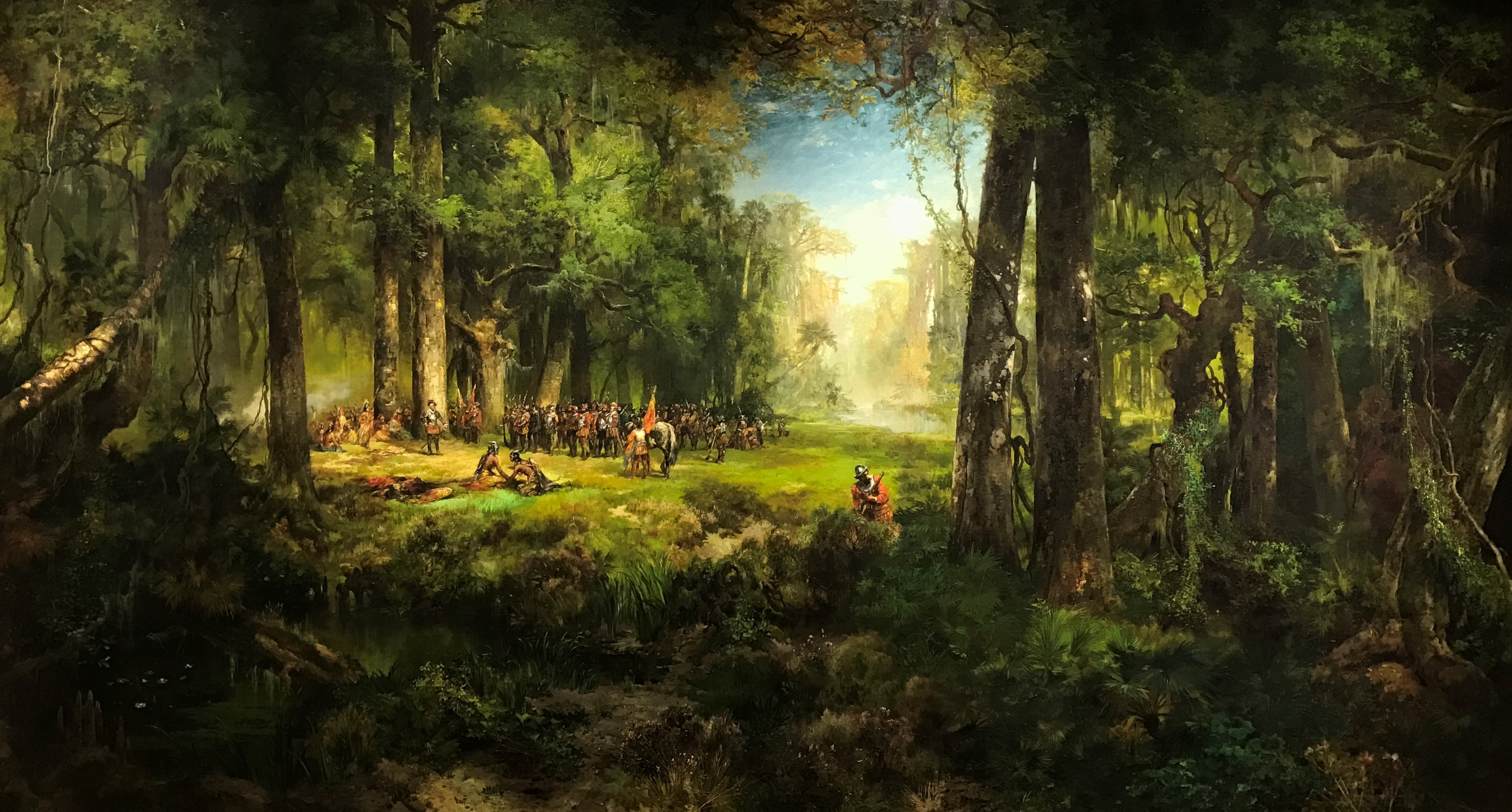
Thomas Moran, Ponce de León en Florida, c._______________ _______________
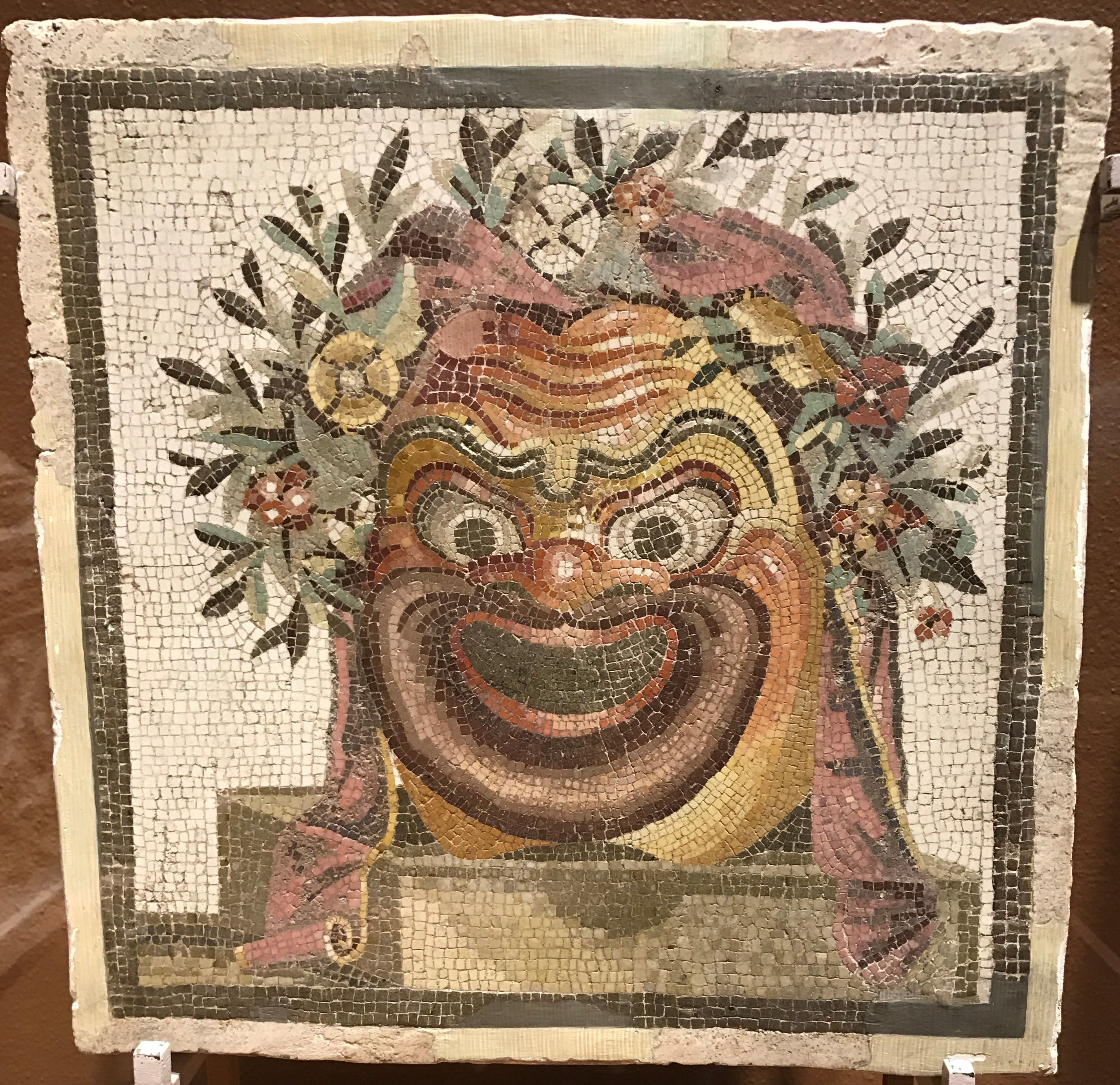
Artista desconocido, Mosaico con máscara de Silenus, c.{0}CE{
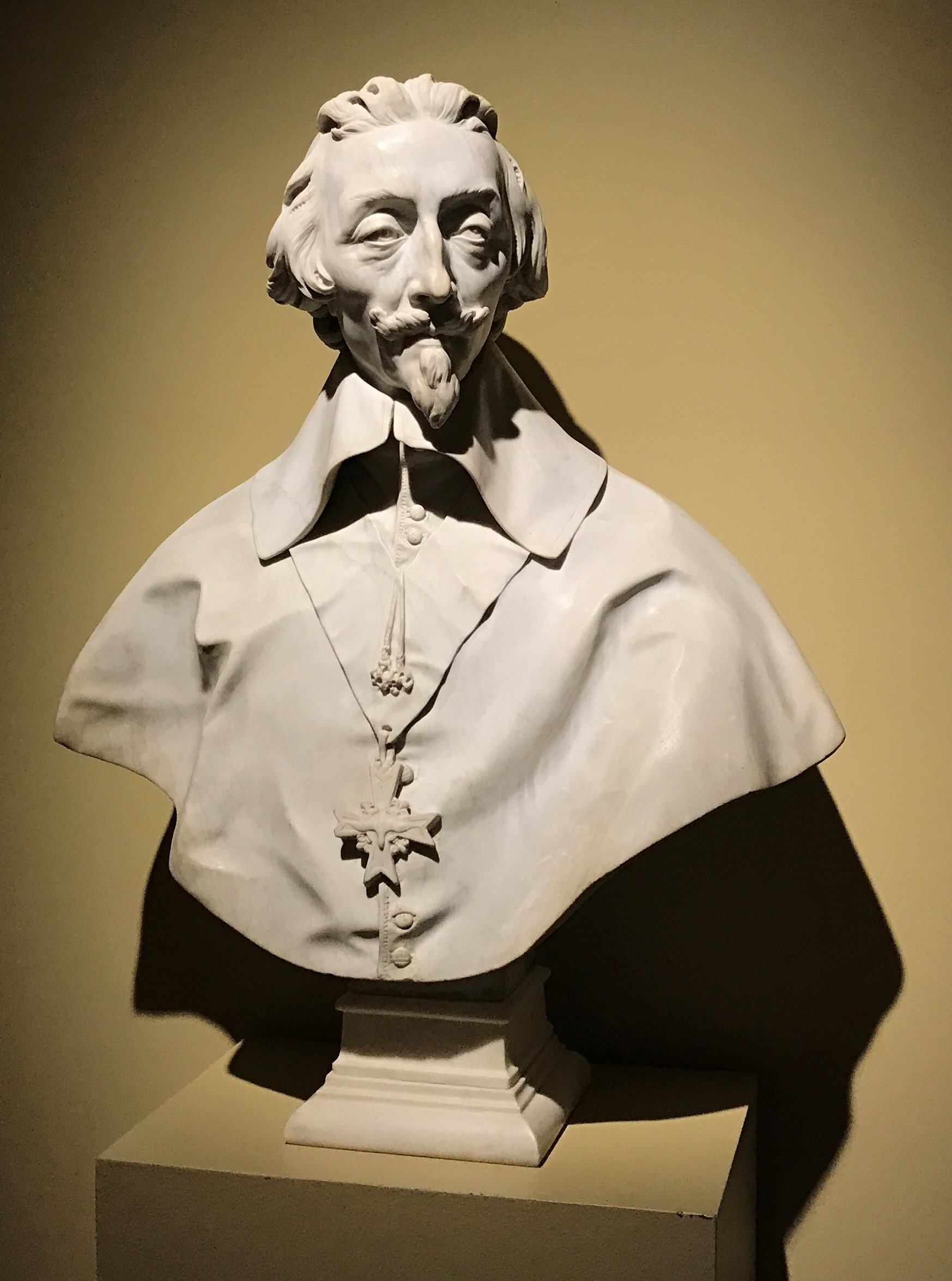
Taller de Gian Lorenzo Bernini, Armand Jean du Plessis, Cardenal de Richelieu, c.Primero:
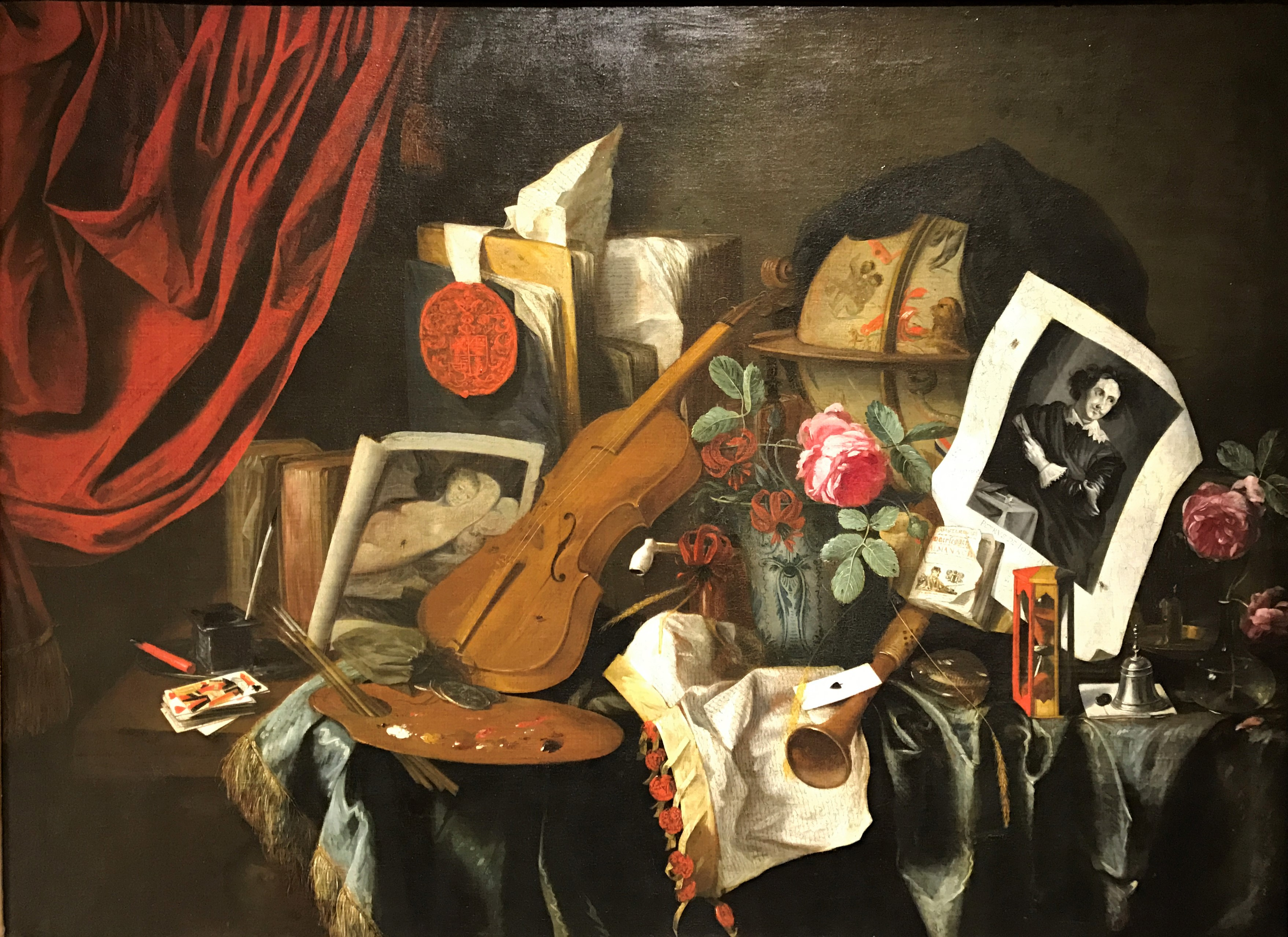
Jacques de Claeuw, Vanitas, c.1)
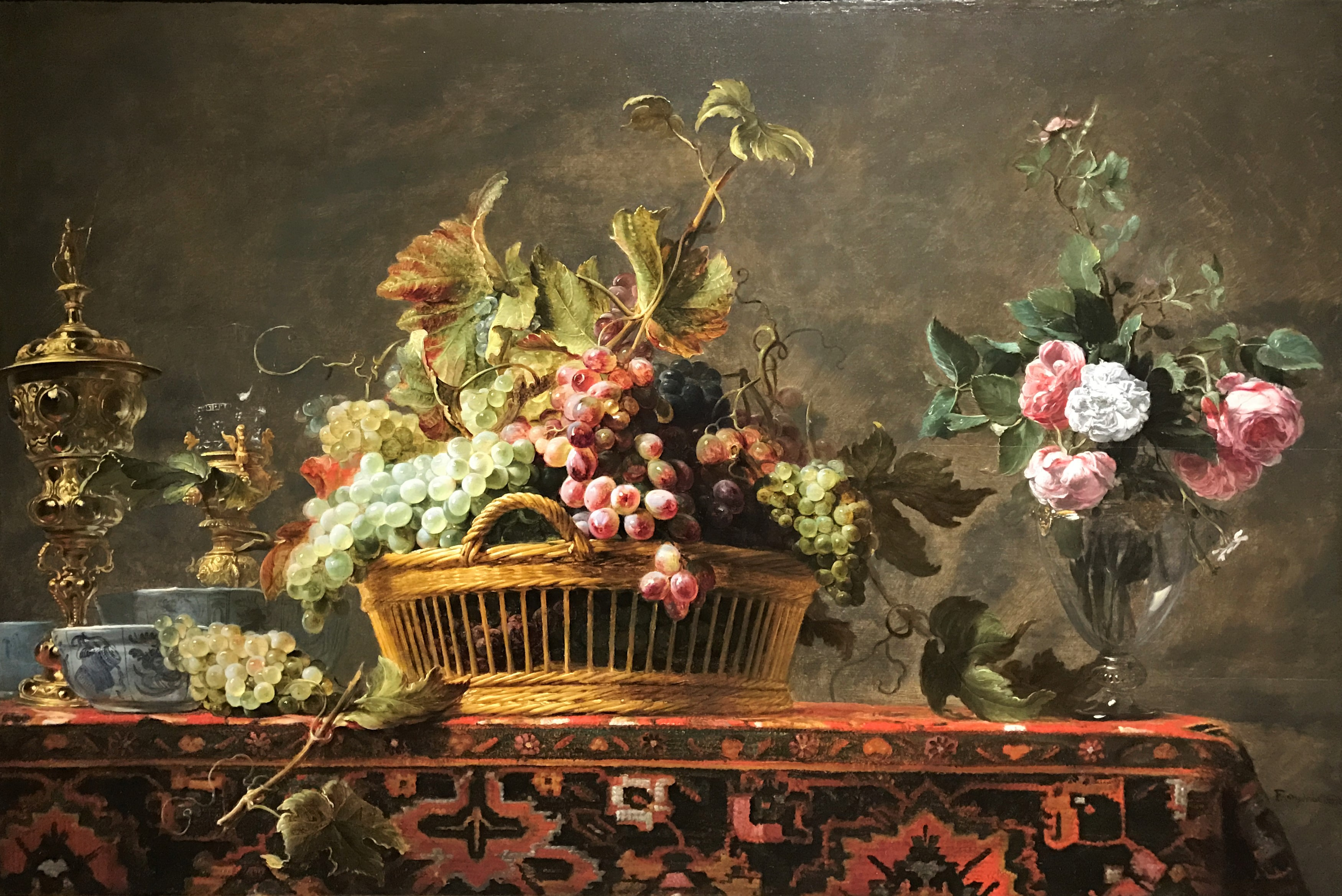
Frans Snyders, Naturaleza muerta con frutas y flores, c.1630
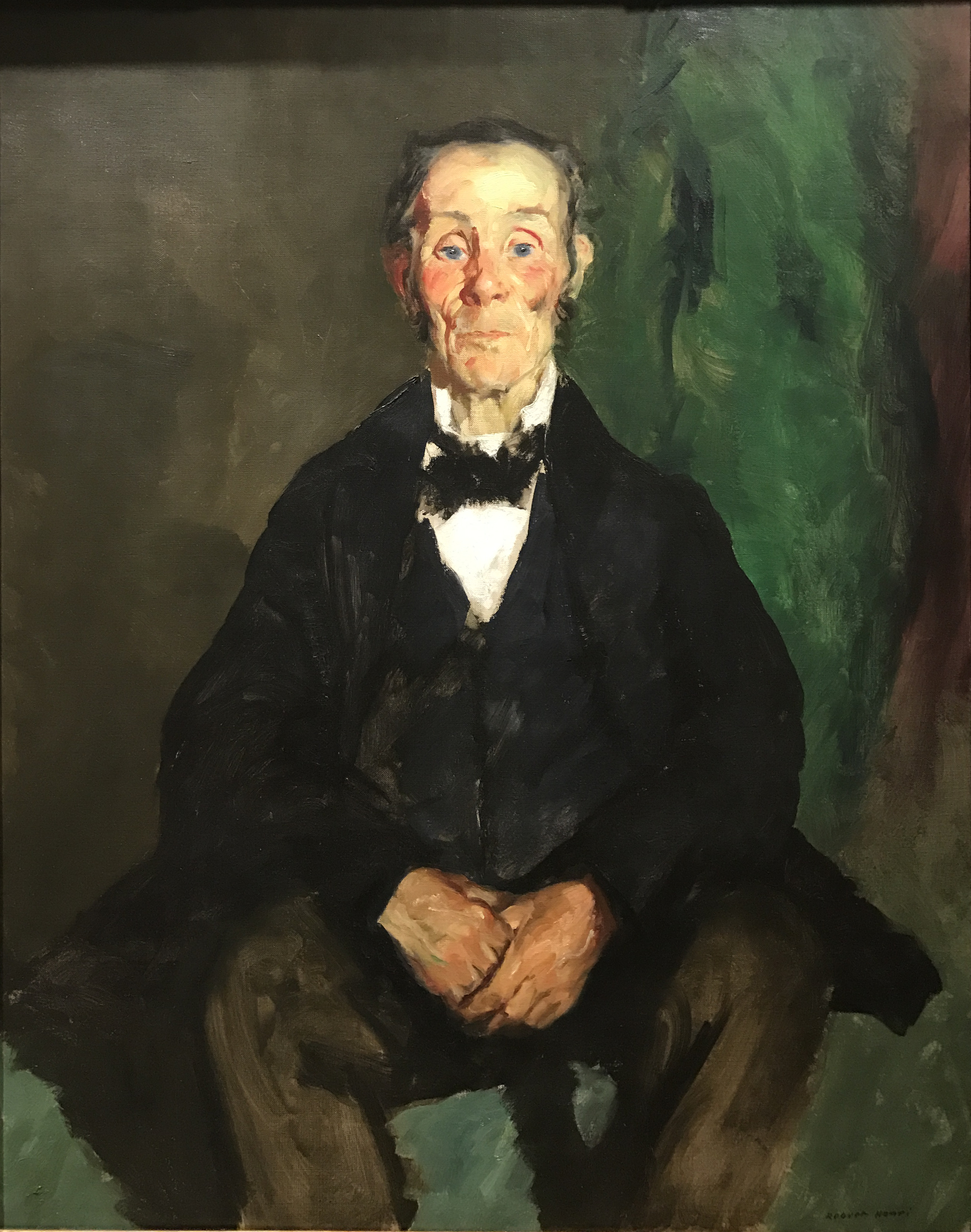
Robert Henri, Guía de Croaghan (Brian O'Malley), c._______________ _______________
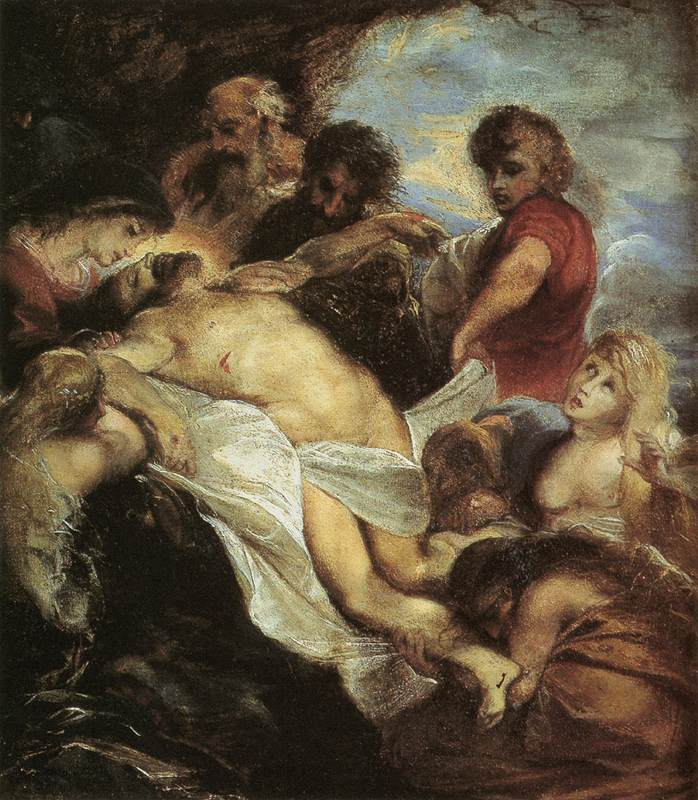
Peter Paul Rubens, La Lamentación, c.1602
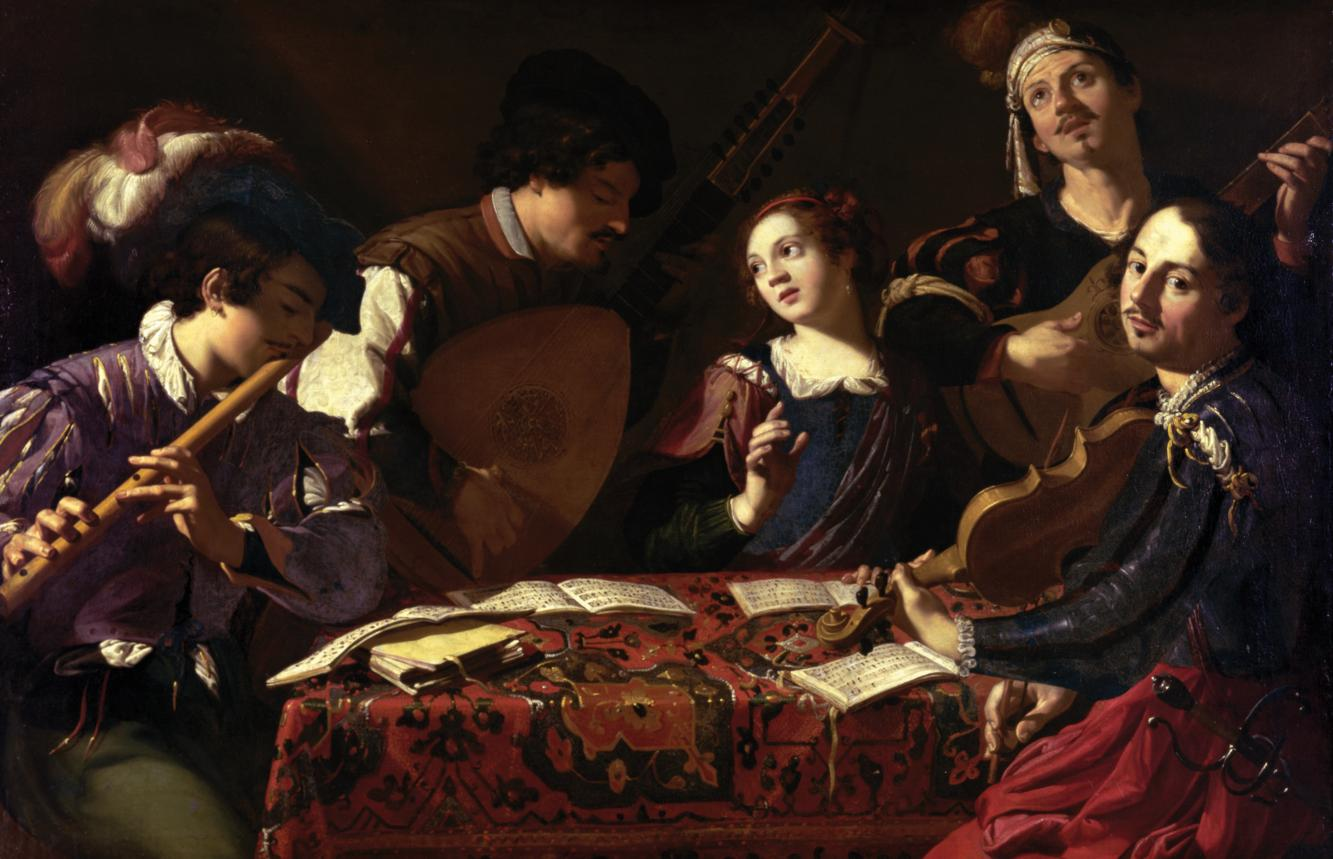
Theodoor Rombouts, El Concierto, c.1620
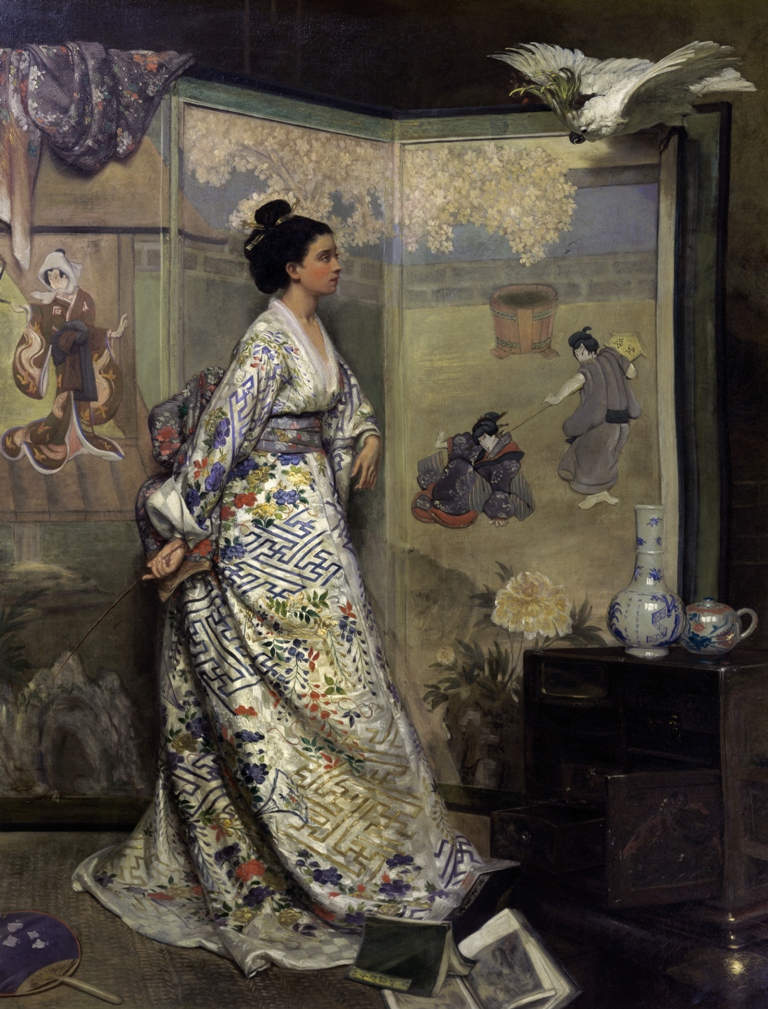
Gustave Léonard de Jonghe, El ventilador japonés, c.1865
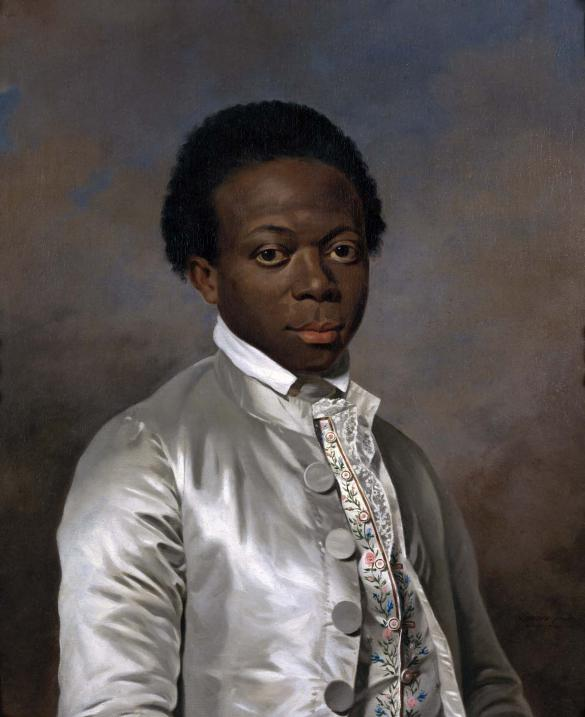
Jacques-Antoine-Marie Lemoine, Retrato de Zamor, c.2.92 4.14
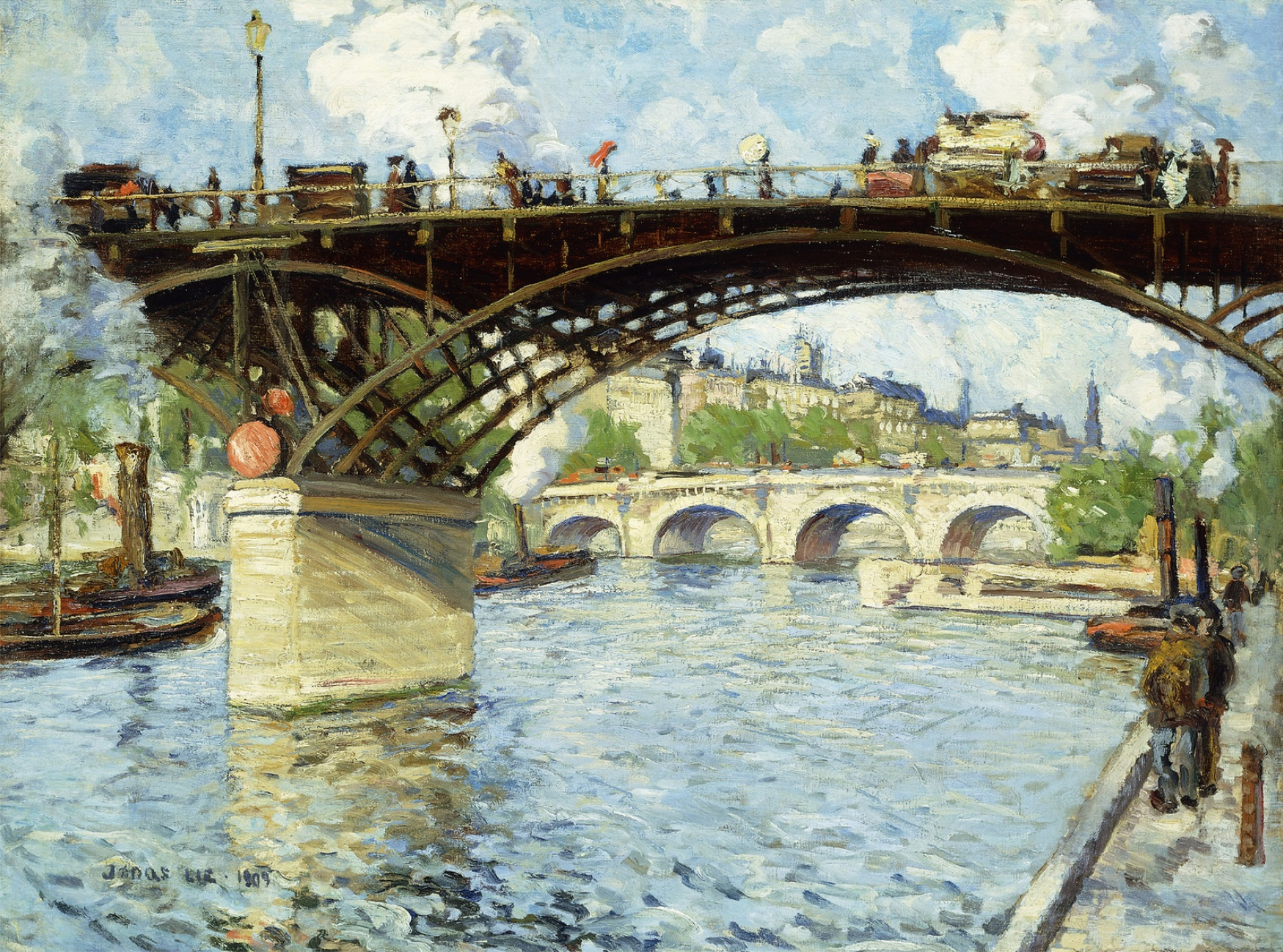
Jonas Lie, Vista del Siene, c._______________ _______________
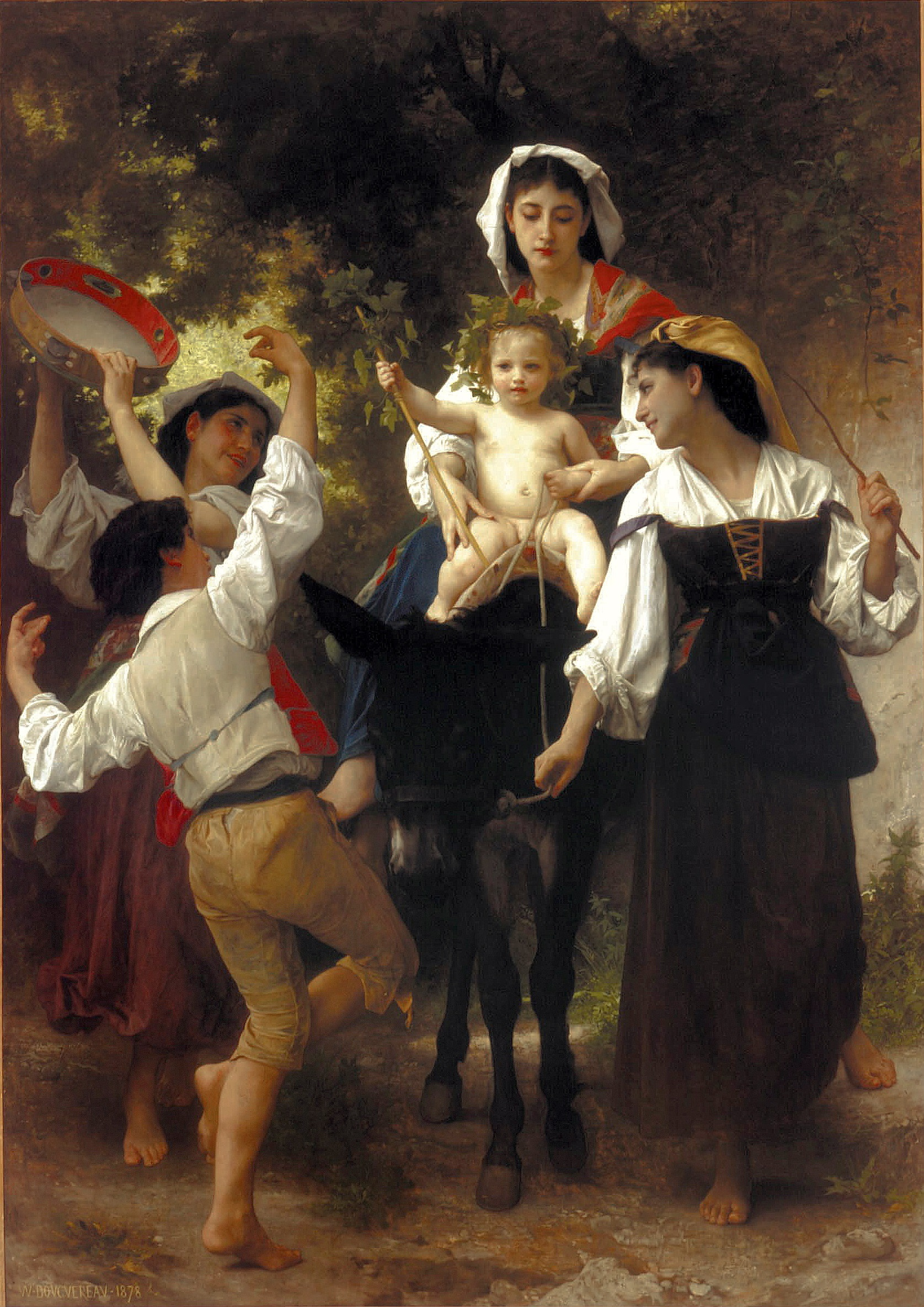
William-Adolphe Bouguereau, Regreso de la Cosecha, c.2.92 4.14
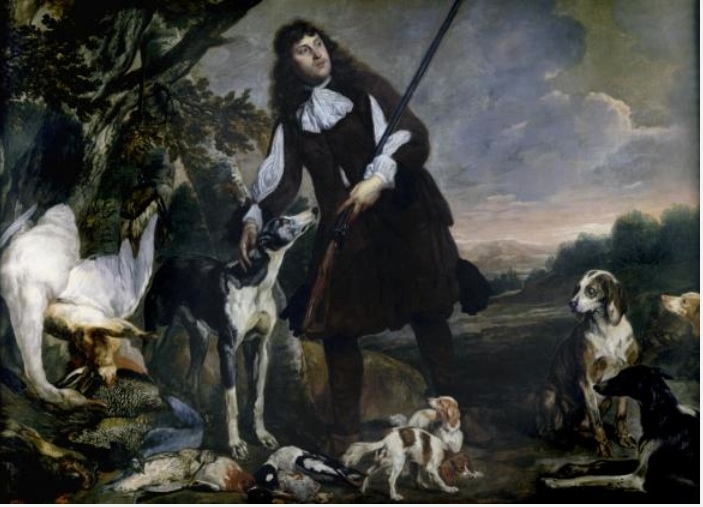
Pieter Thijs y Pieter Boel, Huntsman con sus perros y el juego, c.1650